# Fomit
En fomit er ethvert livløst objekt, der kan overføre sygdomme til en ny værtsorganisme, når det er forurenet med eller udsættes for smitsomme stoffer som fx patogene bakterier, virus eller svampe.
I det 21. århundrede er fomitters rolle i sygdomsoverførsel højere end nogensinde i menneskets historie på grund af den indendørs livsstil.

## Overførsel af patogener via fomitter
Forurening kan forekomme, når en af disse genstande kommer i kontakt med kropslige sekreter som næsevæske, opkast eller afføring. Mange almindelige genstande kan opretholde et patogen, indtil en person kommer i kontakt med patogenet, hvilket øger risikoen for infektion. De sandsynlige genstande er i et hospitalsmiljø andre end i boligen eller på en arbejdsplads.

## Hospitalsmiljø
For mennesker er hudceller, hår, tøj og sengetøj almindelige hospitalsfomitter.
Fomitter er især forbundet med hospitalsinfektioner, da de er mulige veje til at overføre patogener mellem patienter. Stetoskoper og slips er almindelige fomitter blandt sundhedspersonale.
Det bekymrer epidemiologer og hospitalspersonale på grund af det voksende udvalg af mikrober, der er resistente over for desinfektionsmidler eller antibiotika, såkaldt antimikrobiel resistensfænomen.
Grundlæggende hospitalsudstyr som infusion (intravenøs terapi, 'IV drip tubes'), katetre og livsstøttende udstyr kan også være bærere, når patogenerne danner biofilm på overfladerne. Omhyggelig sterilisering af sådanne genstande forhindrer krydsinfektion,
Brugte sprøjter er farlige fomitter, hvis de håndteres forkert.

## I dagligdagen
Ud over genstande i hospitalsmiljø er der for mennesker andre almindelige fomitter: kopper, skeer, blyanter, badekarshåndtag, toiletskyllehåndtag, dørknapper, lyskontakter, gelændere, elevatorknapper, fjernkontroller til fjernsyn, kuglepenne, berøringsskærme, fællestelefoner, tastaturer og computermus, kaffekandehåndtag, bordplader, drikkefontæner og andre ting, der ofte berøres af forskellige mennesker og sjældent rengøres.
Forkølelsessår, hånd-, fod- og mundsygdom og diarré er nogle eksempler på sygdomme, der let spredes af forurenede fomitter.
Risikoen for infektion af disse sygdomme og andre gennem fomitter kan reduceres kraftigt ved håndvask.
Når to børn i en husstand har influenza, er mere end 50% af delte genstande forurenet med virus. I 40-90% tilfælde har voksne virus i deres hænder, hvis de er inficeret med rhinovirus.